# Клара Іммервар
Клара Іммервар (нім. Clara Immerwahr; 21 червня 1870, Полькендорф, Сілезія — 2 травня 1915, Далем-Берлін) — німецький хімік єврейського походження, дослідниця в галузі фізичної хімії. Дружина німецького хіміка, нобелівського лауреата Фріца Габера.

## Біографія
Клара Іммервар народилася в сілезькому селищі Полькендорф, поблизу міста Бреслау (нині Вроцлав, Польща). Вона була наймолодшою серед чотирьох дітей у сім'ї професора Філіпа Іммервара та Анни Крон Іммервар. Разом зі своїми двома сестрами Еллі та Розою і братом Паулем вона здобувала домашню освіту, виявляючи неабияку старанність у навчанні.
У 1877 році вона продовжила навчання у Вищій школі для дівчат у Бреслау. На одному з уроків танців вона познайомилася з Фріцом Габером. Вони швидко зблизилися і Фріц наполягав на одруженні, однак отримав відмову.
Після того, як Пауль захистив докторську дисертацію, Клара вирішила також присвятити себе просуванню в академічній сфері. Для цього вона розпочала відвідувати вчительські семінари, де лектор зауважив її зацікавленість у науках і презентував популярну тоді книжку «Unterhaltungen über die Chemie» (нім. Розмови про хімію), що визначило наукові уподобання Клари.
Після додаткового навчання під керівництвом Альберта Ладенбурга вона склала іспити та вступила до університету Бреслау. Її першим науковим керівником став Ріхард Абегг, який був приятелем Габера. З ним Клара проводила дослідження розчинності солей важких металів. Дослідження цієї теми лягли в основу її докторської дисертації, яку вона захистила 22 грудня 1900 року. На той момент Клара була першої жінкою, котра отримала ступінь доктора в університеті Бреслау. Після захисту вона продовжила працювати в університеті асистентом Абегга.
У 1901 році на з'їзді Німецького електрохімічного товариства Клара та Фріц зустрілися знову. Вдруге отримавши пропозицію руки й серця, Клара погодилася і вони побралися у серпні того ж року. Подружжя оселилося в Карлсруе, де Фріц мав добрі зв'язки із промисловцями. Невдовзі Клара завагітніла і народила сина Германа. Однак після народження сина сімейні стосунки різко погіршилися, оскільки Фріц мало часу приділяв дружині і сину, натомість зосередившись на своїй науковій роботі із дослідження методів фіксації азоту (так званий процес Габера), за яку пізніше буде удостоєний Нобелівської премії з хімії.
Клара організувала навчальні курси з хімії та фізики для жінок, паралельно проводячи антимілітаристську просвітницьку діяльність, на противагу Фріцу, котрий на той час був задіяний у розробці хімічної зброї.
Після отримання звістки про масові загибелі на полях Першої світової війни від спроєктованих Фріцом газових атак із застосуванням хлору, вона вчинила самогубство, застрелившись із його табельної зброї.